# Ilze Jaunalksne
Ilze Jaunalksne (Jūrmala, 1976) és una periodista letona que va presentar el programa d'actualitat De facto. El març de 2006 va revelar en De facto una notícia segons la qual els dirigents de diversos partits letons havien comprat vots. Aquesta informació va causar la dimissió d'un ministre i d'alguns alts càrrecs. Com a represàlia, van punxar el seu telèfon i van publicar les transcripcions de les seves converses amb l'oposició.
En resposta, Jaunalksne va dur el govern als tribunals per difamació i va ser el primer cas d'aquestes característiques a Letònia. La periodista va guanyar el judicidi, va ser compensada amb 100.000 lats (uns 187.000 dòlars) per danys i perjudicis per l'enregistrament il·legal de les seves trucades i per la publicació de les transcripcions, i el Ministeri de Finances i el Servei d'Impostos de l'estat va ser considerat culpable d'envair la seva privacitat.
El 2007 va rebre el Premi Internacional Dones amb Coratge, que atorga el Departament d'Estat dels Estats Units.